# Morning Glory (2010)
Morning Glory (bra: Uma Manhã Gloriosa; prt: Manhãs Gloriosas) é um filme de comédia romântica e dramática estadunidense de 2010 dirigido por Roger Michell, escrito por Aline Brosh McKenna e produzido por J. J. Abrams e Bryan Burk. É estrelado por Rachel McAdams, Harrison Ford e Diane Keaton, com Patrick Wilson e Jeff Goldblum aparecendo em papéis coadjuvantes. O enredo gira em torno da jovem e dedicada produtora de televisão da manhã Becky Fuller (McAdams), que é contratada como produtora executiva no matinal DayBreak em uma outrora proeminente, mas atualmente deficiente estação em Nova York. Ansiosa para manter o programa no ar, ela contrata um ex-jornalista e âncora de notícias (Ford), que desaprova a co-apresentadora em um show que não lida com notícias reais.
Depois de alguns atrasos, o filme foi lançado nos Estados Unidos em 10 de novembro de 2010, e no exterior em 2011. Isto marca a primeira vez que a Bad Robot Productions produziu um filme de comédia. Ele recebeu críticas mistas e teve um sucesso moderado em uma bilheteria arrecadando mais de $59 milhões em todo o mundo. A canção tema do filme é "Strip Me", de Natasha Bedingfield. Estreou nos Estados Unidos em 10 de Novembro de 2010. Em Portugal, foi lançado no dia 24 de Março de 2011 e no Brasil no dia 1º de Abril de 2011.[carece de fontes?]

## Sinopse
Becky Fuller (Rachel McAdams) é uma jovem e batalhadora produtora de TV que fora demitida de um programa local de notícia. Ela é então contratada como produtora executiva de um programa matinal chamado "Daybreak", que ocupa o último lugar na classificação nacional. Para fazer subir a audiência, Fuller resolve contratar o lendário âncora de televisão Mike Pomeroy (Harrison Ford). Pomeroy, porém, se recusa a reportar assuntos comuns dos programas matinais e entra em conflito aberto com a coapresentadora do programa, Coleen Peck (Diane Keaton), e com todos em seu redor.

## Elenco
- Rachel McAdams como Becky Fuller, a nova produtora executiva de DayBreak, a décima quarta em 11 anos, desafiada com a melhoria da audiência do show.
- Harrison Ford como Mike Pomeroy, um jornalista e âncora de notícias sérias que já trabalhou na televisão por mais de quarenta anos. Ele é infeliz por ter de co-sediar um show que não lida com notícias reais.
- Diane Keaton como Colleen Peck, a apresentadora do DayBreak nos últimos 11 anos, tempo em que ela passou por vários co-anfitriões e produtores executivos.
- Patrick Wilson como Adam Bennett, outro produtor no IBS, que começa a namorar Becky. Ele mostra a frustração em sua falta de vontade de tomar algum tempo longe do seu trabalho.
- John Pankow como Lenny Bergman, o produtor sênior de longo prazo do show.
- Jeff Goldblum como Jerry Barnes, um executivo da rede, ele faz as tarefas de Becky transformando o show em torno da audiência.
- Matt Malloy como Ernie Appleby, o meteorologista do DayBreak.
- Ty Burrell como Paul McVee, o co-apresentador do programa, no início do filme. Becky imediatamente é acionado por causa de seu efeito negativo sobre a moral do pessoal.
- Patti D'Arbanville como Sra. Fuller, mãe de Becky.
- Curtis "50 Cent" Jackson, Lloyd Banks, e Tony Yayo como eles mesmos.
- Chris Matthews, Morley Safer, Jonathan Bennett, Bob Schieffer, e Elaine Kaufman fazem aparições rápidas.

## Produção
A premissa do filme foi parcialmente inspirada em The Sunshine Boys de Neil Simon, onde o papel de Harrison Ford era semelhante a de Clark enquanto o papel de Diane Keaton era semelhante a Lewis e papel de Rachel McAdams era semelhante ao sobrinho de Clark, Ben. A roteirista Aline Brosh McKenna e produtor J. J. Abrams "sonhavam em ter Harrison Ford no filme" sob o ponto de desenvolvimento do roteiro inicial.[carece de fontes?] Pouco depois de Abrams conseguir Harrison Ford como Mike Pomeroy no elenco, Roger Michell assumiu como diretor.
Apesar de suas longas carreiras em Hollywood, Keaton e Ford nunca tinham se encontrado antes de Morning Glory.  Harrison Ford explicou: "Estamos trabalhando no mesmo negócio, em diferentes ramos do negócio. Ela estava no ramo intelectual e eu estava na gestão, pulando e caindo no ramo. Então, nós nunca tivemos a oportunidade de trabalhar juntos. Mas foi um verdadeiro prazer de finalmente ter essa oportunidade."[carece de fontes?] Morning Glory marcou o segundo filme de Keaton e McAdams juntas. Elas já coestrelaram a comédia dramática de 2005 The Family Stone.

### Música
A música-tema do filme é "Strip Me" de Natasha Bedingfield. A canção chamada "Same Changes" de The Weepies foi gravada exclusivamente para o filme. David Arnold também compôs a trilha sonora. Nenhuma trilha sonora oficial foi lançada, embora as seguintes canções foram usadas no filme:[carece de fontes?]
| Lista de faixas |                                                               |         |  |
| N.º             | Título                                                        | Duração |  |
| 1.              | "Free Me" (Joss Stone)                                        |         |  |
| 2.              | "Waiting For My Real Life To Begin" (Colin Hay)               |         |  |
| 3.              | "Incredible" (Joss Stone)                                     |         |  |
| 4.              | "New Shoes" (Paolo Nutini)                                    |         |  |
| 5.              | "Open Spaces 4" (Ray Yates)                                   |         |  |
| 6.              | "Prelude and Fughetta in G Major" (Johann Sebastian Bach)     |         |  |
| 7.              | "Stuck in the Middle with You" (Michael Bublé)                |         |  |
| 8.              | "Five PM" (Courtesy of Hollywood Edge)                        |         |  |
| 9.              | "Don't Hold Me Down" (Colbie Caillat)                         |         |  |
| 10.             | "Johnny Got a Boom Boom" (Imelda May)                         |         |  |
| 11.             | "Two Sleepy People" (Hoagy Carmichael)                        |         |  |
| 12.             | "Finale from String Quartet in B-Flat Major" (Kodály Quartet) |         |  |
| 13.             | "Happy Birthday to You" (Mildred J. Hill & Patty S. Hill)     |         |  |
| 14.             | "Same Changes" (The Weepies)                                  |         |  |
| 15.             | "Candy Shop" (50 Cent com Olivia)                             |         |  |
| 16.             | "Dance of the Sugar Plum Fairy" (Pyotr Ilyich Tchaikovsky)    |         |  |
| 17.             | "Are You Here" (Corinne Bailey Rae)                           |         |  |
| 18.             | "Gone in the Morning" (Newton Faulkner)                       |         |  |
| 19.             | "Strip Me" (Natasha Bedingfield)                              |         |  |

## Recepção

### Bilheteria
O filme foi originalmente programado para ser lançado em 30 de julho de 2010, nos EUA. Em seguida, foi adiado para 12 de novembro, 2010. Finalmente, Paramount Pictures mudou a data de lançamento para 10 de novembro de 2010. Em sua semana de abertura, Morning Glory ganhou cerca de $12 milhões nas bilheterias norte-americanas, que foi considerado um resultado ruim para um filme com grandes estrelas como Keaton e Ford. Na quarta-feira de 10 de novembro de 2010, ele estreou em terceiro atrás de Due Date e Megamind, embora no dia seguinte, desceu para quarto quando For Colored Girls vencê-lo e avançou para terceiro. Ele continuou a mudar de número cinco para o número quatro várias vezes, até 19 de novembro, quando ele desceu para o número seis. De 19 novembro - 24 novembro, ele ficou número seis, até que finalmente a descer para o número dez. Ficou em cartaz até 20 de janeiro de 2011. Em última análise, o filme ganhou mais de $31 milhões nos Estados Unidos, e mais $27 milhões internacional para um total mundial de quase $59 milhões.

### Crítica
No site agregador de críticas Rotten Tomatoes, 55% das 170 avaliações dos críticos são positivas. O consenso diz que o filme tem "performances afáveis de seu elenco impecável e muitas vezes é encantador - mas Morning Glory também é inconsistente e derivado".